# Bustamit
Das Mineral Bustamit ist ein selten vorkommendes Kettensilikat aus der Wollastonit-Gruppe. Es kristallisiert im triklinen Kristallsystem mit der chemischen Zusammensetzung Ca3(Mn,Ca)3[Si3O9]2 und entwickelt meist prismatische bis tafelige oder nadelige Kristalle, aber auch faserige bis massige Mineral-Aggregate von rosa bis rotbrauner Farbe bei weißer Strichfarbe.

## Etymologie und Geschichte
Erstmals entdeckt wurde Bustamit in der „Franklin Mine“ im Sussex County des US-Bundesstaates New Jersey. Die Erstbeschreibung des Minerals erfolgte 1826 durch Alexandre Brongniart. In seiner Publikation wird der Namensgeber nur ungenau wiedergegeben:

« Nous la désignons par le nom de BUSTAMITE, qui rappelle le minéralogiste de Mexico qui nous l'a fait connaître. »

„Wir bezeichnen es mit dem Namen Bustamite, der an den Mineralogen aus Mexiko erinnert, durch den wir es kennengelernt haben.“

Möglicherweise wollte Brongniart mit seiner Namensgebung den mexikanischen Biologe und Mineralogen Miguel Bustamante y Septiem (1790–1844) geehrt wissen.
Anderen Quellen zufolge soll es sich bei dem Namensgeber dagegen um den Mediziner, General und dreimaligen Präsidenten von Mexiko Anastasio Bustamante (1780–1853) handeln.

## Klassifikation
In der veralteten 8. Auflage der Mineralsystematik nach Strunz gehörte der Bustamit zur Mineralklasse der „Silikate“ und dort zur Abteilung „Kettensilikate und Bandsilikate (Inosilikate)“, wo er gemeinsam mit Pektolith, Serandit und Wollastonit in der „Wollastonit(-1T)-Reihe“ mit der Systemnummer VIII/D.08a steht.
In der zuletzt 2018 überarbeiteten Lapis-Systematik nach Stefan Weiß, die formal auf der alten Systematik von Karl Hugo Strunz in der 8. Auflage basiert, erhielt das Mineral die System- und Mineralnummer VIII/F.18-040. Dies entspricht der Klasse der „Silikate“ und dort der Abteilung „Ketten- und Bandsilikate“, wo Bustamit zusammen mit Barrydawsonit-(Y), Cascandit, Denisovit, Ferrobustamit, Foshagit, Jennit, Mendigit, Murakamiit, Pektolith, Schizolith, Serandit, Steedeit, Tanohatait, Trabzonit, Vistepit, Wollastonit und Yangit eine unbenannte Gruppe mit der Systemnummer VIII/F.18 bildet.
Die von der International Mineralogical Association (IMA) zuletzt 2009 aktualisierte 9. Auflage der Strunz’schen Mineralsystematik ordnet den Bustamit in die Klasse der „Silikate und Germanate“ und dort in die Abteilung „Ketten- und Bandsilikate (Inosilikate)“ ein. Hier ist das Mineral in der Unterabteilung „Ketten- und Bandsilikate mit 3-periodischen Einfach- und Mehrfachketten“ zu finden, wo es zusammen mit Ferrobustamit, Pektolith, Serandit, Tanohatait und Wollastonit die „Wollastonitgruppe“ mit der Systemnummer 9.DG.05 bildet.
In der vorwiegend im englischen Sprachraum gebräuchlichen Systematik der Minerale nach Dana hat Bustamit die System- und Mineralnummer 65.02.01.02. Das entspricht der Klasse der „Silikate“ und dort der Abteilung „Kettensilikatminerale“. Hier findet er sich innerhalb der Unterabteilung „Kettensilikate: Einfache unverzweigte Ketten, W=1 mit Ketten P=3“ in der „Wollastonitgruppe“, in der auch Wollastonit-1A, Wollastonit-2M, Wollastonit-3A-4A-5A-7A, Ferrobustamit, Pektolith, Serandit, Cascandit, Denisovit und Tanohatait eingeordnet sind.

## Kristallstruktur
Bustamit kristallisiert triklin in der Raumgruppe P1 (Raumgruppen-Nr. 2) mit den Gitterparametern a = 7,74 Å; b = 7,16 Å; c = 13,82 Å; α = 90,5°; β = 94,6° und γ = 103,9° sowie 2 Formeleinheiten pro Elementarzelle.

## Eigenschaften
Unter langwelligem UV-Licht zeigen manche Bustamite eine rosa- bis magentarote Fluoreszenz, ähnlich der von neonfarbenen Textmarkern.

## Bildung und Fundorte

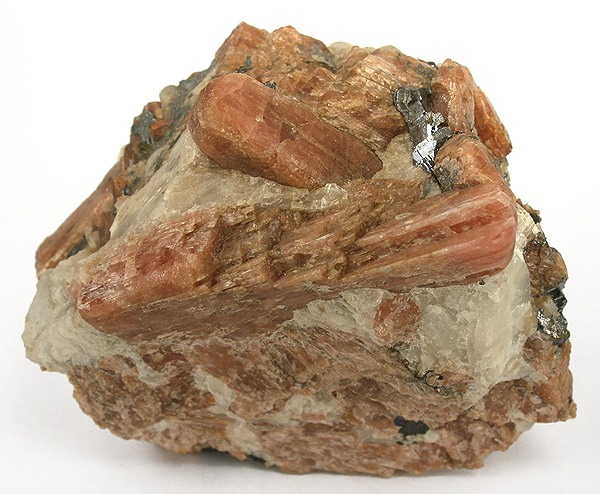
Bustamit, Galenit (silber) und Calcit (weiß) aus Broken Hill, Australien
(Größe: 9,1 × 7,8 × 5,7 cm)

Bustamit bildet sich in Skarn durch Metamorphose oder in manganreichen hydrothermalen Lösungen. Begleitminerale sind unter anderem Braunit, Calcit, Diopsid, Glaukochroit, Johannsenit, Rhodonit, Tephroit, Granate und Wollastonit.
Insgesamt konnte Bustamit bisher (Stand: 2011) an rund 75 Fundorten nachgewiesen werden. Neben der Typlokalität „Franklin Mine“ fand sich das Mineral in den USA noch in der „Sterling Mine“ bei Ogdensburg (New Jersey); bei Agnew Meadows im Madera County und im Inyo County in Kalifornien; Terryall im Park County in Colorado; Hanover im Grant County (New Mexico) sowie am Lake Crescent und Mount Jupiter im Jefferson County (Washington).
In Deutschland fand sich das Mineral bei Mendig und Kruft in der Eifel (Rheinland-Pfalz) sowie bei Elbingerode im Harz (Sachsen-Anhalt).
In Österreich trat Bustamit bisher nur am Mooserboden im Kapruner Tal in Salzburg auf.
Weitere Fundorte sind Argentinien, Australien, Bulgarien, China, Frankreich, Honduras, Italien, Japan, Mexiko, Mongolei, Namibia, Neuseeland, Norwegen, Peru, Rumänien, Russland, Schweden, Spanien, Südafrika, Türkei und das Vereinigte Königreich (Großbritannien).

## Verwendung
Bustamit enthält zwar mit einem Anteil von bis zu 32,4 % relativ viel Mangan, kommt aber zu selten vor, um als Erz genutzt werden zu können. Gelegentlich wird er aber für interessierte Sammler zu Schmucksteinen geschliffen.